# Velké Hoštice (przystanek kolejowy)
Velké Hoštice – przystanek kolejowy w Velkych Hošticach (okres Opawa), w kraju morawsko-śląskim, w Czechach. Znajduje się na wysokości 260 m n.p.m. i leży na linii kolejowej nr 317 łączącej Opawę z Hlučínem.